# XII legislatura da Espanha
A XII legislatura da Espanha começou a 19 de julho de 2016 quando, depois da celebração das eleições gerais, se constituíram os Cortes Gerais. Precedeu-lhe a XI legislatura.
O Partido Popular obteve maioria simples no Congresso dos Deputados e absoluta no Senado. Depois de quatro meses de negociações, Mariano Rajoy foi investido presidente do Governo em segunda votação a 29 de outubro de 2016 graças ao voto favorável de Partido Popular, Cidadãos, Coligação Canária, Foro Astúrias e União do Povo Navarro e a abstenção da maioria dos deputados do Partido Socialista Operário Espanhol.
No entanto, em junho de 2018 ao Governo do Presidente Rajoy foi-lhe retirada a confiança do Congresso dos Deputados mediante uma moção de censura que lhe sacou do governo e provocou a investidura de Pedro Sánchez como novo presidente.

## Antecedentes
As eleições gerais de dezembro de 2015 caracterizaram-se pela perda de apoio dos dois partidos maioritários —Partido Popular (PP) e Partido Socialista Operário Espanhol (PSOE)— e o aparecimento maior de dois novos partidos políticos no Congresso dos Deputados —Cidadãos e Podemos—. A partilha de cadeiras obrigou aos partidos políticos a tentar estabelecer pactos para eleger ao presidente do Governo. Em fevereiro, o PSOE e Cidadãos chegaram a um acordo de Governo para a investidura de Sánchez, um pacto que teve a rejeição do resto de formações. Sánchez submeteu-se ao debate de investidura em março mas não conseguiu a confiança da Câmara Baixa em nenhuma das duas votações celebradas.
Durante dois meses seguiram as negociações entre os partidos, com o pacto PSOE-Cidadãos vigente e com três possibilidades de investidura: um pacto a três entre PSOE, Cidadãos e Podemos, que fracassou pelas diferenças entre Cidadãos e Podemos, um pacto PP-PSOE-Cidadãos, ou uma grande coalizão entre PP e PSOE, que não viram a luz pela negativa do PSOE a permitir que os populares seguissem no Executivo. Ante a inexistência de um candidato que contasse com os apoios necessários, a 3 de maio o rei Felipe VI executou o mandato constitucional e convocou novas eleições.

## Início da legislatura

### Palco pós-eleitoral
A 26 de junho de 2016 celebraram-se eleições gerais, seis meses após as anteriores. O Partido Popular voltou a ganhar as eleições e superou os resultados de dezembro. O PSOE conseguiu manter-se como segunda força política, ao não se produzir o chamado sorpasso de Unidos Podemos e seus confluências. Cidadãos viu reduzida sua representação no Congresso dos Deputados. O palco de bloqueio político não variou demasiado ao não existir um bloco claro que pudesse formar Governo.
A 5 de julho, o líder do Partido Popular, Mariano Rajoy, iniciou uma rodada de contactos para procurar apoios a seu investidura. O comité federal do PSOE recusou apoiar a investidura de Rajoy. Pedro Sánchez afirmou que o papel do PSOE devia ser liderar a oposição. O líder de Cidadãos, Albert Rivera, anunciou que abster-se-iam na segunda votação de investidura para evitar umas terceiras eleições e convidou ao PSOE a fazer o mesmo.

### Constituição dos Cortes Gerais
O Congresso dos Deputados e o Senado ficaram constituídos às dez da manhã da terça-feira 19 de julho de 2016. Nesse mesmo dia também se designou aos membros das Mesas de ambas Câmaras. PP e Cidadãos atingiram um acordo para eleger a Ana Pastor como presidenta do Congresso dos Deputados. Pío García-Escudero voltou a ser eleito presidente do Senado por terceira legislatura consecutiva graças à maioria absoluta do PP na câmara.
| Cargo                    | Titular                | Lista          |
| Presidenta               | Ana Pastor             | PP             |
| Vice-presidente primeiro | Ignacio Prendes        | Cs             |
| Vice-presidenta segunda  | Micaela Navarro        | PSOE           |
| Vice-presidenta terceira | Rosa Romero            | PP             |
| Vice-presidenta quarta   | María Glória Elizo     | Unidos Podemos |
| Secretária primeira      | Alicia Sánchez-Camacho | PP             |
| Secretário segundo       | Juan Luis Gordo        | PSOE           |
| Secretário terceiro      | Marcelo Expósito       | Em Comú        |
| Secretária quarta        | Patricia Reis          | Cs             |

| Cargo                    | Titular                   | Lista   |
| Presidente               | Pío García-Escudero       | PP      |
| Vice-presidente primeiro | Pedro Sanz                | PP      |
| Vice-presidente segundo  | Joan Lerma                | PSOE    |
| Secretário primeiro      | Luis Aznar                | PP      |
| Secretária segunda       | Adela Pedrosa             | PP      |
| Secretária terceira      | María Eugenia Iparragirre | EAJ-PNV |
| Secretário quarto        | Juan Carlos Raffo         | PSOE    |

### Formação dos grupos parlamentares
Congresso dos Deputados
Na XII legislatura apresentaram-se ante a Mesa do Congresso um total de sete petições de registo de grupos parlamentares. Seis delas foram aprovadas: os grupos Popular no Congresso, Socialista, Vascão (EAJ-PNV), de Esquerra Republicana, de Cidadãos e de Unidos Podemos. Por outro lado, os deputados de Convergência Democrática de Catalunha tentaram conformar grupo próprio mas foi-lhes negado e integraram-se no grupo mixto. Os deputados de Coalizão Canária, União do Povo Navarro, Foro Astúrias, Euskal Herria Bildu, Nova Canárias bem como os deputados de Compromís que se apresentaram nas listas da a valenciana, se incorporaram directamente ao grupo mixto.
| Grupo                                              | Partidos                                               | Porta-voz                                                                                                   | Líder | Deputados |
| Popular no Congresso                               | PP: 134                                                | Rafael Hernando                                                                                             | Mariano Rajoy                                                                                               | 134       |
| Socialista                                         | PSOE: 84                                               | Margarita Robles                                                                                            | Pedro Sánchez                                                                                               | 84        |
| Confederal de Unidos Podemos-Em Comú Podem-Em Maré | Unidos Podemos: 50Em Comú: 12Em Maré: 5                | Irene Montero                                                                                               | Pablo Iglesias                                                                                              | 67        |
| Cidadãos                                           | Cs: 32                                                 | Juan Carlos Girauta                                                                                         | Albert Rivera                                                                                               | 32        |
| Esquerra Republicana de Cataluña                   | ERC: 9                                                 | Joan Tardà                                                                                                  | Joan Tardà                                                                                                  | 9         |
| Vascão (EAJ-PNV)                                   | EAJ-PNV: 5                                             | Aitor Esteban                                                                                               | Aitor Esteban                                                                                               | 5         |
| Grupo Mixto                                        | PDeCAT: 8Compromís: 4EH Bildu: 2UPN: 2CC: 1FAC: 1NC: 1 | Carles CampuzanoJoan BaldovíMarian BeitialarrangoitiaÍñigo Jesús AlliAna OramasIsidro MartínezPedro Quevedo | Carles CampuzanoJoan BaldovíMarian BeitialarrangoitiaÍñigo Jesús AlliAna OramasIsidro MartínezPedro Quevedo | 19        |
| Total                                              | 350                                                    | | |           |

Na XII legislatura apresentaram-se ante a Mesa do Senado um total de seis petições de registes de grupos parlamentares. Cinco dos grupos foram aprovados: Popular no Senado, Socialista, Vascão no Senado (EAJ-PNV), de Esquerra Republicana e Unidos Podemos-Em Comú Podem-Em Maré. Os senadores de Convergência Democrática de Catalunha tentaram conformar grupo próprio mas foi-lhes negado e integraram-se no grupo mixto. No entanto, em junho de 2017 o Tribunal Constitucional anulou o acordo da mesa do Senado e permitiu a formação do grupo nacionalista. Os deputados de Cidadãos, UPN, FAC, Bildu, ASG e NC incorporaram-se ao Grupo Mixto.
| Grupo                                              | Partidos                                                             | Porta-voz | Deputados |
| Popular no Senado                                  | PP: 147 PAR: 2                                                       | José Manuel Barreiro | 149       |
| Socialista                                         | PSOE: 58 PSdeG-PSOE: 2 PSE-EE-PSOE: 1 PSC-PSOE: 1                    | Andrés Gil García | 62        |
| Confederal de Unidos Podemos-Em Comú Podem-Em Maré | Podemos: 15 Em Comú: 2 IU: 2 CSQP: 1                                 | Ramón Espinar Merino | 20        |
| de Esquerra Republicana                            | ERC: 12                                                              | Mirella Cortès Gès | 12        |
| Vascão (EAJ-PNV)                                   | EAJ-PNV: 6                                                           | Jokin Bildarratz Sorron | 6         |
| Nacionalista no Senado (CDC-CC)                    | PDeCAT: 4 CC: 1 AHI: 1                                               | Josep Lluìs Cleries i González | 6         |
| Grupo Mixto                                        | Cs: 3 Compromís: 2 FAC: 1 NC: 1 EH Bildu: 1 UPN: 1 ASG: 1 Indep. : 1 | Luis Crisol Carles Mulet García Rosa María Domínguez María José López Santana Iñaki Goioaga Plano Francisco Javier Yanguas Yaiza Castilla Herrera Elvira García Díaz | 11        |
| Total                                              | 266                                                                  | |           |

## Investidura para Presidente do Governo

### Primeiro debate de investidura
O 26 de julho de 2016, depois da renovação do Congresso dos Deputados, o rei Felipe VI iniciou uma rodada de consultas com os representantes designados pelos partidos políticos com presença parlamentar, em cumprimento do disposto no artigo 99.1 da Constituição. Ao termo da mesma, a presidenta do Congresso dos Deputados, Ana Pastor, anunciou que o rei tinha proposto como candidato a presidente do Governo a Mariano Rajoy, o líder do partido mais votado. Ao invés do sucedido na anterior legislatura, Rajoy aceitou o oferecimento do rei. No entanto, não aclarou se se ia submeter ao debate de investidura, um movimento que levantou dúvidas por ser possivelmente anticonstitucional.

O 9 de agosto Albert Rivera anunciou que estava disposto a negociar o apoio de Cidadãos à investidura de Rajoy se o PP aceitava seis medidas contra a corrupção e a favor da regeneração. Uma semana mais tarde, Rajoy aceitou estas condições e começaram as negociações. A presidenta do Congresso dos Deputados anunciou que a sessão de investidura começaria o 30 de agosto. O 28 de agosto, PP e Cidadãos assinaram um pacto de investidura com 150 medidas para investir a Mariano Rajoy como presidente do Governo. Rajoy e Rivera tentaram que os socialistas se somassem ao pacto mas Sánchez reiterou que votariam na contramão. O PP também chegou a um acordo com Coalizão Canaria para receber seu voto favorável.
O 30 de agosto começou a sessão de investidura com o discurso do candidato à presidência, Mariano Rajoy. O resto de intervenções realizaram-se ao dia seguinte, a cada uma delas acompanhada de uma breve resposta do candidato. A seguir, teve lugar a primeira votação de investidura na qual se recusou a candidatura com 180 votos na contramão e 170 a favor. A 2 de setembro realizou-se a segunda votação de investidura. O Congresso dos Deputados não outorgou sua confiança ao candidato, ao se produzir uma maioria absoluta de votos negativos.
Depois da investidura frustrada, os partidos decidiram estacionar as negociações até após as eleições autonómicas no País Basco e Galiza do 25 de setembro.
| Mariano Rajoy Brey (PP) | 31 de agosto de 2016Maioria absoluta requerida (176/350) | Sim  | 134     | 32 | 2  | 1 | 1 | 170 / 350 |   |   |   |   |           |
| Mariano Rajoy Brey (PP) | 31 de agosto de 2016Maioria absoluta requerida (176/350) | Não  | 84      | 50 | 12 | 9 | 8 | 5         | 5 | 4 | 2 | 1 | 180 / 350 |
| Mariano Rajoy Brey (PP) | 31 de agosto de 2016Maioria absoluta requerida (176/350) | Abs. | 0 / 350 |    |    |   |   |           |   |   |   |   |           |
| Mariano Rajoy Brey (PP) | 2 de setembro de 2016Maioria simples requerida           | Sim  | 134     | 32 | 2  | 1 | 1 | 170 / 350 |   |   |   |   |           |
| Mariano Rajoy Brey (PP) | 2 de setembro de 2016Maioria simples requerida           | Não  | 84      | 50 | 12 | 9 | 8 | 5         | 5 | 4 | 2 | 1 | 180 / 350 |
| Mariano Rajoy Brey (PP) | 2 de setembro de 2016Maioria simples requerida           | Abs. | 0 / 350 |    |    |   |   |           |   |   |   |   |           |

### Segundo debate de investidura

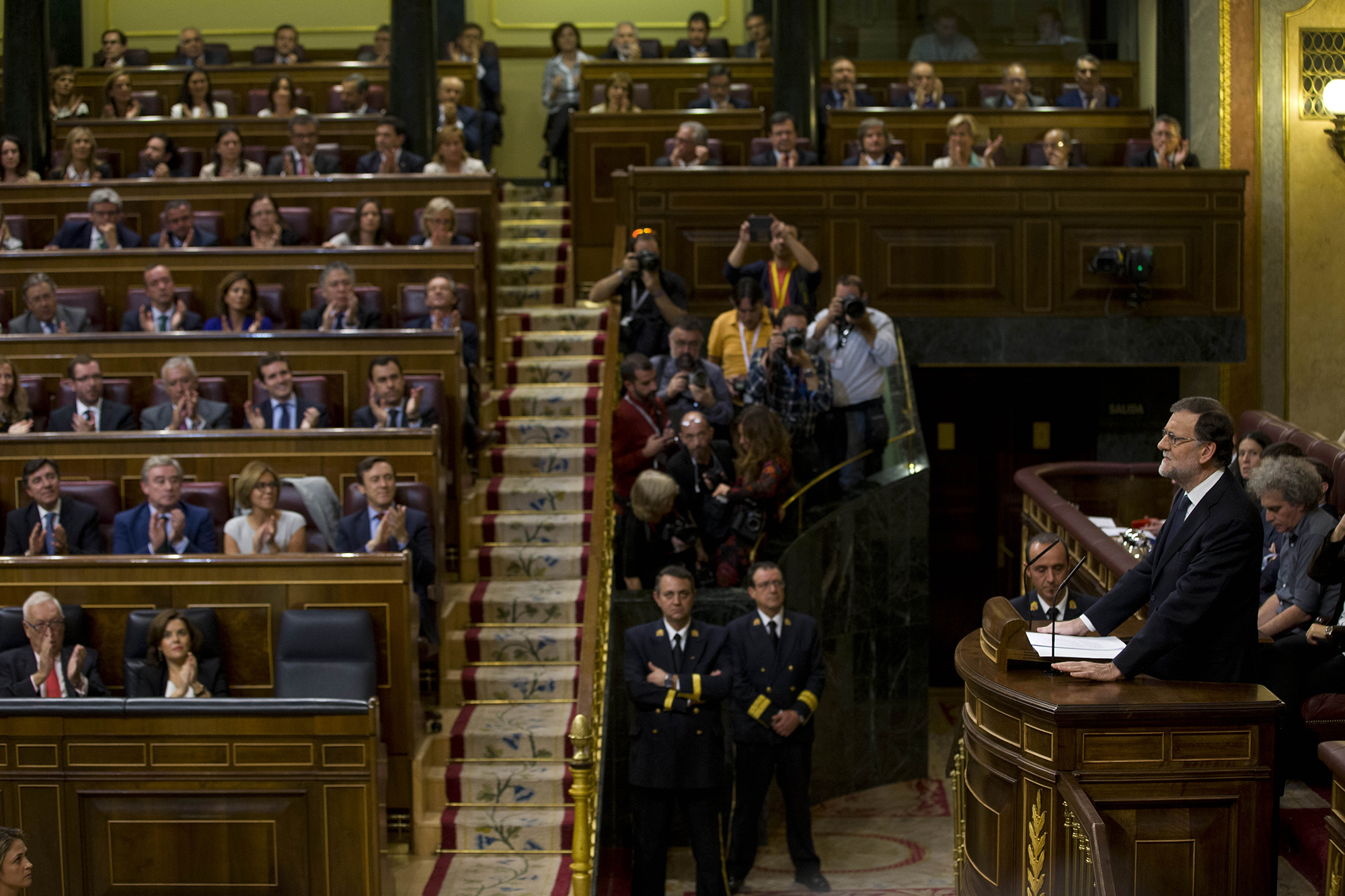
Segundo debate de investidura de Mariano Rajoy

Depois dos maus resultados do PSOE nas eleições bascas e galegas, líderes socialistas críticos com Pedro Sánchez instaram-lhe a deixar seu posto. Sánchez anunciou sua intenção de celebrar primárias para eleger ao secretário geral e retó aos partidários da abstenção numa próxima investidura de Rajoy a apresentar-se às mesmas. O expresidente do Governo Felipe González disse sentir-se enganado por Sánchez. Este ter-lhe-ia dito que os socialistas terminariam permitindo a investidura de Rajoy. A 28 de setembro, dezassete membros da executiva socialista demitiram para forçar a queda de Sánchez, mas este não renunciou a seu cargo.
O caos apoderou-se do PSOE no comité federal do 1 de outubro: não se punham de acordo em quem podia votar, como votar nem que votar. Sánchez tentou forçar uma votação sobre sua proposta de primárias mas foi suspensa depois das acusações por parte dos críticos. Finalmente votou-se a mão alçada e a proposta foi derrotada. Minutos depois Sánchez anunciou seu despedimento como secretário geral do PSOE. Javier Fernández foi eleito presidente da gestora do PSOE. Três semanas depois, o comité federal do PSOE lembrou abster-se na segunda votação da investidura de Rajoy.
Nos dias 24 e 25 de outubro o rei realizou uma rodada de contactos com os líderes políticos para procurar um candidato dantes do limite legal do 31 de outubro. Ao termo da mesma, o rei propôs a Mariano Rajoy como candidato a presidente do Governo.
A presidenta do Congresso dos Deputados Ana Pastor convocou o segundo debate de investidura da legislatura para o dia 26 de outubro, sendo a primeira votação ao dia seguinte e a segunda votação, no dia 29.
Como estava previsto, Rajoy perdeu a primeira votação da segunda sessão de investidura ao obter 170 votos a favor e 180 votos na contramão. 48 horas depois produziu-se a segunda votação, na qual obteve 170 votos a favor, 111 na contramão e 68 abstenções. O candidato recebeu a confiança da câmara por maioria simples graças ao voto favorável de PP, Cidadãos, Coalizão Canaria, UPN e Foro Astúrias, e a abstenção de grande parte dos deputados do PSOE.
Esta segunda votação supôs o fraccionamiento do voto do grupo socialista: 15 deputados socialistas ignoraram a decisão do comité federal e votaram não, incluídos os sete parlamentares do Partido dos Socialistas de Cataluña (PSC). O ex secretário geral socialista Pedro Sánchez entregou sua acta de deputado dantes da votação para evitar ter que se abster. Rajoy foi o primeiro presidente que precisou até quatro votações para ser investido, ao mesmo tempo que foi o presidente investido com menos votos na contramão (111). Com a investidura de Rajoy fechou-se o maior período de Governo em funções da história de Espanha, 314 dias após a celebração das eleições gerais de 2015.
| Mariano Rajoy Brey (PP) | 27 de outubro de 2016Maioria absoluta requerida (176/350) | Sim    | 134     | 32       | 2  | 1 | 1 | 170 / 350 |   |   |   |   |           |
| Mariano Rajoy Brey (PP) | 27 de outubro de 2016Maioria absoluta requerida (176/350) | Negado | 84      | 50       | 12 | 9 | 8 | 5         | 5 | 4 | 2 | 1 | 180 / 350 |
| Mariano Rajoy Brey (PP) | 27 de outubro de 2016Maioria absoluta requerida (176/350) | Abs.   | 0 / 350 |          |    |   |   |           |   |   |   |   |           |
| Mariano Rajoy Brey (PP) | 29 de outubro de 2016Maioria simples requerida            | Sim    | 134     | 32       | 2  | 1 | 1 | 170 / 350 |   |   |   |   |           |
| Mariano Rajoy Brey (PP) | 29 de outubro de 2016Maioria simples requerida            | Não    | 15      | 50       | 12 | 9 | 8 | 5         | 5 | 4 | 2 | 1 | 111 / 350 |
| Mariano Rajoy Brey (PP) | 29 de outubro de 2016Maioria simples requerida            | Abs.   | 68      | 68 / 350 |    |   |   |           |   |   |   |   |           |
| Mariano Rajoy Brey (PP) | 29 de outubro de 2016Maioria simples requerida            | Vac.   | 1       |          |    |   |   |           |   |   |   |   |           |

## Governo de Rajoy
O 31 de outubro de 2016, Mariano Rajoy jurou o cargo de presidente do Governo ante o rei Felipe VI no Palácio da Zarzuela. Os ministros do Governo juraram ou prometeram seu cargo ante o rei o 4 de novembro. Rajoy retirou aos três ministros mais veteranos e incluiu seis caras novas no executivo. A composição do Governo foi qualificada como continuista.

### Moção de censura de 2017
O 28 de abril de 2017, os líderes de Unidos Podemos anunciaram que iam apresentar uma moção de censura contra o presidente do Governo pelo «estado de excepção democrático, com um saque público permanente». A votação da moção de censura, que se teve de pospor mês e meio pelo Debate de Orçamentos Gerais do Estado 2017, se celebrou o 14 de junho e foi recusada com 170 votos negativos, 82 positivos e 97 abstenções. Foi a terceira moção de censura da democracia, e a terça também em fracassar.
| Pablo Iglesias (Podemos) | 14 de junho de 2017Maioria absoluta requerida (176/350) | Sim  | 50  | 12      | 9 | 5 | 4        | 2         | 82 / 350 |
| Pablo Iglesias (Podemos) | 14 de junho de 2017Maioria absoluta requerida (176/350) | Não  | 134 | 32      | 2 | 1 | 1        | 170 / 350 |          |
| Pablo Iglesias (Podemos) | 14 de junho de 2017Maioria absoluta requerida (176/350) | Abs. | 83  | 8       | 5 | 1 | 97 / 350 |           |          |
| Pablo Iglesias (Podemos) | 14 de junho de 2017Maioria absoluta requerida (176/350) | Aus. | 1   | 1 / 350 |   |   |          |           |          |

### Aplicativo do artigo 155 da Constituição espanhola em Cataluña
No marco da Lei do referendo de autodeterminação de Cataluña, a Generalidade de Cataluña convocou um referendo de autodeterminação que se celebrou de maneira ilegal o 1 de outubro de 2017.
Como resultado, o presidente da Generalidade de Cataluña, Carles Puigdemont, proclamou e suspendeu a República Catalã numa declaração realizada o 10 de outubro no Parlamento de Cataluña.
Ao dia seguinte, o Governo Espanhol, baixo a presidência de Mariano Rajoy, requereu ao presidente da Generalidade que aclarasse se a declaração foi uma declaração unilateral de independência. Depois de não responder com clareza, o Conselho de Ministros lembrou uma bateria de medidas para intervir Cataluña que se aprovaram no Senado o 27 de outubro, ao mesmo tempo que o Parlamento catalão proclamava a República Catalã. Essa mesma noite, Mariano Rajoy destituiu por completo ao governo da Generalidade, dissolveu o Parlamento de Cataluña e convocou eleições autonómicas catalãs para o 21 de dezembro.

### Moção de censura de 2018
O 24 de maio de 2018 publicou-se a sentença do Caso Gürtel, na  se assinalava ao PP como partícipe a título lucrativo. Numerosos políticos[quem?] animaram a Pedro Sánchez a apresentar uma moção de censura. A moção foi registada no Congresso dos Deputados pelo PSOE ao dia seguinte, 25 de maio; dois dias após ter-se aprovado os Orçamentos Gerais do Estado no Congresso dos Deputados e dantes de passar ao Senado. Foi a quarta moção de censura da história da democracia espanhola, a segunda apresentada em XII legislatura e a segunda também contra o presidente Mariano Rajoy.
O 1 de junho do 2018, a moção de censura aprovou-se com 180 votos a favor; sendo assim a primeira moção de censura em ser aprovada na história da democracia espanhola. Desde esse momento Mariano Rajoy deixou de ser Presidente do Governo de Espanha, ficando Pedro Sánchez investido como tal.
| Pedro Sánchez (PSOE) | 1 de junho de 2018 Mayoría absoluta requerida (176/350) | Sim  | 84  | 50      | 12 | 9 | 8         | 5 | 5 | 4 | 2 | 1 | 180 / 350 |
| Pedro Sánchez (PSOE) | 1 de junho de 2018 Mayoría absoluta requerida (176/350) | Não  | 134 | 32      | 2  | 1 | 169 / 350 |   |   |   |   |   |           |
| Pedro Sánchez (PSOE) | 1 de junho de 2018 Mayoría absoluta requerida (176/350) | Abs. | 1   | 1 / 350 |    |   |           |   |   |   |   |   |           |

## Governo de Sánchez
Depois da sentença do caso Gürtel, que envia a prisão a vários antigos membros do PP e empresários próximos ao partido, destacando entre eles o extesorero do partido, Luis Bárcenas, o PSOE liderado por Sánchez anunciou o 25 de maio que apresentaria uma moção de censura contra Rajoy. Esta moção foi debatida entre os dias 31 de maio e 1 de junho dando como resultado a destituição do presidente Rajoy e seu Governo por 180 votos a favor, 169 na contramão e 1 abstenção; e a investidura de Pedro Sánchez como presidente do Governo. Foi nomeado pelo Rei o 1 de junho de 2018 e tomou posse de seu cargo ante ele o 2 de junho de 2018, sem a presença de nenhum símbolo religioso, a diferença do resto de presidentes.